# Марийский государственный педагогический институт имени Н. К. Крупской
Марийский государственный педагогический институт имени Н. К. Крупской — высшее учебное заведение в городе Йошкар-Ола Республики Марий Эл. Первый вуз республики (образован в 1931 году). Был присоединён к Марийскому государственному университету в 2008 году.

## История
22 мая 1931 года Совет народных комиссаров РСФСР принял постановление об открытии агропедагогического института в Марийской автономной области. Он стал первым высшим учебным заведением в республике.
На первый курс было принято 110 студентов, из них 73 — марийцы. Ещё 19 студентов 2 и 3 курсов были переведены с марийского отделения Восточно-педагогического института в Казани.
В институте было 4 отделения: физико-техническое, химико-биологическое, политехническое и общественно-литературное. Были созданы 7 кафедр: политэкономии, истории, педагогики, физики и математики, химии, русского языка и литературы, марийского языка и литературы. На этих кафедрах в первый учебный год работали 16 преподавателей и 4 лаборанта.
Первым директором института стал И. Е. Романов, видный учёный того периода, марийский писатель.
В 1933 году агропедагогический институт был преобразован в педагогический, ему присвоено имя Надежды Крупской. Тогда же отделения были преобразованы в факультеты, открыто историческое отделение.
С 1 января 1935 года начал работу Учительский институт с двухгодичным сроком обучения, который существовал до первых послевоенных лет, и подготовил более 2 тысяч учителей для неполных средних школ.
В 1936 году вуз перешёл в новый учебный корпус. Прежнее учебное здание было преобразовано в общежитие.
Летом 1941 года институт был переведён из Йошкар-Олы в Козьмодемьянск, где работал в трудных условиях до окончания Великой Отечественной войны. В зданиях института расположилась Ленинградская военно-воздушная академия Красной Армии. Из института было мобилизовано более 120 студентов, преподавателей и сотрудников. В составе института оставалось 4 факультета: физико-математический, естествознания, исторический, литературный. Обучалось на дневном отделении от 240 до 400 студентов. В 1943 году на литературном факультете было открыто марийское отделение.
Большой шаг вперёд в своём развитии институт сделал в послевоенные годы. В 1950-е годы была проведена реконструкция учебного корпуса, построены дом для преподавателей, новое студенческое общежитие, открыты новые факультеты: иностранных языков и подготовки учителей начальных классов, в 1970-е годы — физической культуры, индустриально-педагогический (с 1998 года — технолого-экономический), дошкольного воспитания (с 2001 года — педагогики и психологии детства). Институт превратился в один из крупных педагогических вузов России.
В 1981 году, год своего 50-летия, институт награждён орденом «Знак Почёта» за заслуги в подготовке квалифицированных педагогических кадров и развитии науки.
В 2008 году институт был присоединён к Марийскому государственному университету. За 76 лет существования педагогический институт выпустил более 45 тысяч специалистов.
В институте обучалось более 4500 студентов по 17 специальностям и 19 специализациям. На 25 кафедрах работали 293 штатных преподавателя, более 160 из них — с учёными степенями и званиями.

## Факультеты
В вузе работало 9 факультетов:
- Гуманитарный
- Естественно-научный
- Иностранных языков
- Физической культуры
- Технолого-экономический
- Начальных классов
- Педагогики и психологии
- Дополнительных профессий
- Довузовской подготовки